# Oxyrhopus guibei
Espèce
Synonymes
- Oxyrhopus trigeminus guibei Hoge & Romano, 1977

Oxyrhopus guibei  est une espèce de serpents de la famille des Dipsadidae.

## Répartition
Cette espèce se rencontre :
- au Brésil dans les États de Bahia, du Mato Grosso, du Minas Gerais, de São Paulo, du Paraná et d'Alagoas ;
- en Bolivie ;
- au Paraguay ;
- en Argentine dans les provinces de Misiones, de Corrientes, du Chaco et de Formosa.

Sa présence est incertaine au Pérou.

## Étymologie
Cette espèce est nommée en l'honneur de Jean Marius René Guibé.

## Publication originale
- Hoge & Romano, 1977 : Description of a new subspecies of Oxyrhopus Wagler (Serpentes, Colubridae). Memorias do Instituto Butantan, vol. 40/41, p. 55-62.